# Schitul Bradu
Schitul Bradu se află în localitatea Gurguiata, la cca.7 km nord-vest de orașul Băile Olănești. A  fost construit între anii 1783-1784. A fost ctitorit de ieromonahul Sava, jupânul Zamfir, Gheorghe logofătul ș.a..
Biserica schitului este de dimensiuni mici, cu planul dreptunghiular și două apside. A fost zugrăvită de părintele Dimitrie Zugrav în anul 1784. Are formă de corabie, fără turlă, cu interiorul împărțit în trei și un pridvor deschis susținut de șase stâlpi. Clopotnița este mai mare decât biserica și are două etaje lângă care au fost construite de-a lungul vremii chiliile.

## Monument istoric
Schitul Bradu a fost declarat monument istoric, cu codul LMI 2010 VL-II-a-B-09781